# Alfons Abbas
Alfons Abbas (* 9. November 1854 in Weimar; † Mai 1924) war ein deutscher Geiger und Bratschist. Er spielte im Meininger Streichquartett und ist bekannt für seine Bearbeitungen von Opern Richard Wagners für das Herzogliche Sächsische Hoftheater Coburg-Gotha.

## Leben und Werk
Alfons Abbas war der jüngste Sohn des Oboisten Gottfried Bernhard Daniel Abbas (1810–1876). Sein älterer Bruder Max Abbas war ein bekannter Flötist. Seinen ersten Musikunterricht erhielt Abbas von seinem Vater. Weitere Lehrer waren Th. Freyburg und der Geiger August Kömpels (1831–1891), der Konzertmeister der Weimarer Hofkapelle. 1873 war er Mitglied des Kurorchesters in Liebenstein. Im Herbst 1873 trat er in die Kapelle des Königs-Grenadier-Regiments. Hier wurde er bald Konzertmeister ging aber 1876 nach Düsseldorf, wo er in einem dortigen Konzertorchester spielte. Im Frühjahr 1876 ging er nach Göteborg. Dort spielte er im Musikvereinsorchester. Im Herbst 1877 wurde er Erster Geiger der Meininger Hofkapelle. Später wurde er erster Bratschist. Von 1886 bis 1909 spielte er im Soloquartett der Hofkapelle. 1887 veröffentlichte er die Bearbeitung von Zwei Charakterstücke von Jacques-Féréol Mazas für Viola oder Flöte mit Klavier bei Kreyer in Krefeld.
Im 1894 gegründeten Meininger Streichquartett spielte er Bratsche. Erster Geiger war Bram Eldering, Zweiter Geiger August Funk und als Cellist fungierte Carl Piening. 1899 nannte sich das Quartett nach dem neuen Primus Karl Wendling Wendling Quartett. 1895 veröffentlichte er bei Schott ein Potpourri aus Hänsel und Gretel für Militärmusik. Bei Simrock in Berlin veröffentlichte er 1899 eine Bearbeitung der Ungarischen Tänze und die Tragische Ouvertüre op. 81 von Johannes Brahms für deutsche und österreichische Militärmusik. 1900 veröffentlichte er bei B. Schott’s Söhne eine Bearbeitung der Ouvertüre zu Phèdre von Jules Massenet, der Ouvertüre zu Raymond ou La Secret de la Reine von Ambroise Thomas, Legenden op. 59 von Antonín Dvořák und 1902 eine des Chanson russe op. 31 von Sydney Smith (1839–1889). Es waren Arrangements für das Militärorchester des in Meiningen stationierten Infanterie-Regiments. Dieses Orchester wurde bis 1909 auch im Hoftheater eingesetzt, zum Beispiel für Zwischenaktmusiken. 1907 wurde Abbas zum Herzoglichen Musikdirektor für Bühnen- und Zwischenaktmusiken ernannt. Auch für Orchester verfasste er Bearbeitungen, so Narcissus aus den Water Scenes op. 13 von Ethelbert Nevin (1862–1901).
Abbas bearbeitete die vier Opern des Ring des Nibelungen und den Parsifal für kleinere Orchesterbesetzung als die Originalversion. Es wird vermutet, dass die Bearbeitung des Ring für die Aufführungen in Coburg in der Saison 1906/07 erstellt wurden. Die Bearbeitung des Parsifal könnte für die Coburger Erstaufführung im Dezember 1920 entstanden sein. Auch eine Bearbeitung des Vorspiels zu Die Meistersänger von Nürnberg für Holz- und Blechbläser mit Schlagwerk, ohne Streicher veröffentlichte er bei Schott.
Alfons Abbas starb im Mai 1924 durch Suizid.
Abbas Orchesterfassung bildete 2017 die Basis für die Inszenierung Die Ring Trilogie am Theater an der Wien. Auch Roland Kluttig verwendete 2017 für eine Inszenierung des Parsifal die von Alfons Abbas erstellte Bearbeitung für kleineres Orchester.